# 아이소프로필말산
아이소프로필말산(영어: isopropylmalic acid)은 류신의 생합성 과정의 대사 중간생성물로, 2-아이소프로필말산 생성효소에 의해 옥소아이소발레르산으로부터 합성되고, 3-아이소프로필말산 탈수소효소에 의해 아이소프로필-3-옥소석신산으로 전환된다. 두 가지 이성질체인 2-아이소프로필말산과 3-아이소프로필말산이 중요하며, 이들은 3-아이소프로필말산 탈수효소에 의해 상호전환된다.

## 같이 보기
- 3-아이소프로필말산 탈수소효소
- 3-아이소프로필말산 탈수효소